# 東京海上日動システムズ
東京海上日動システムズ株式会社（とうきょうかいじょうにちどうシステムズ）は東京海上グループの情報システム会社。東京都多摩市に本社を置く。

## 概要
主に東京海上グループの情報システムの企画・提案・設計・開発・保守・運用を手がけ、グループ内においてIT戦略の中核を担う。
1983年9月に母体となる東京海上システム開発が設立、2004年10月に日動火災システム開発、東京海上コンピュータサービスと3社合併し、現在の東京海上日動システムズとなった。

## 沿革
- 1983年9月 - 東京都国立市東京海上コンピュータセンター内に設立
- 1994年5月 - 現在の多摩センターの多摩東京海上日動ビルに移転
- 1997年7月 - 東京海上グループ会社（TCC）と再編し、東京海上の全システムを担当
- 2000年4月 - 東京海上の情報システム部から業務移管
- 2004年10月 - 東京海上システム開発、日動火災システム開発、東京海上コンピュータサービスの3社が合併し、東京海上日動システムズとなる。